# Hans Tropsch
Hans Tropsch (Planá, 7 ottobre 1889 – Essen, 8 ottobre 1935) è stato un chimico ceco.

## Biografia
Dopo aver studiato alle Università di Praga (la Charles-Ferdinand e German Technical) dal 1907 fino al 1913, ricevette un riconoscimento per i suoi lavori insieme a Hans Meyer.
Lavorò per poco tempo all'istituto Kaiser Wilhelm, dal quale per alcuni anni decise di andarsene per ritornarvi in seguito (vi rimase fino al 1928). Qui lavorò con Otto Roelen.
Con il supporto di Franz Joseph Emil Fischer ha inventato il Processo Fischer-Tropsch grazie al quale si produce combustibili sintetici (oppure olio sintetico) da iniziali miscele gassose di monossido di carbonio e idrogeno con la presenza di catalizzatore. Il loro gas d'acqua inizialmente veniva fatto passare a 200 °C.
Sempre nel 1928 divenne professore dell'istituto di ricerche di Praga. In seguito lavorò negli Stati Uniti (Chicago); ritornò in patria in seguito ad una grave malattia.

## Opere
Alcune pubblicazioni portano il suo nome:
- Hans Tropsch (1929). "Problems in the Chemistry of Coal". Chemical Reviews 6, pag 63 – 90